# Excluderea din barou
Excluderea din barou reprezintă eliminarea unui avocat dintr-un barou sau scoaterea sa din funcție, astfel fiindu-i abrogate licența de avocat sau dreptul de a profesa în domeniul juridic. De obicei, excluderea din barou este o pedeapsă pentru conduita imorală sau infracțională. Procedura diferă în funcție de organizația juridică implicată.

## Australia
În Australia, statele reglementează profesia juridică conform dreptului de stat, în ciuda faptului că mulți participă la o schemă uniformă. Admiterea în calitate de avocat este obiectul comisiei de admitere și al Curții Supreme. Procedura disciplinară poate fi declanșată de către Barou sau de Societatea de Drept din care face parte sau chiar de consiliul de administrație.

## Germania
În Germania, Berufsverbot este interdicția de a practica o profesie, care îi poate fi impusă unui avocat pentru comportament neadecvat, pentru Volksverhetzung (instigarea pulică) sau pentru gestionarea foarte proastă a finanțelor personale.
În aprilie 1933, guvernul nazist a emis un document de tipul Berufsverbot care le interzicea evreilor, comuniștilor și altor adversari politici, cu excepția celor protejați de Frontkämpferprivileg (scutire oferită între anii 1933-1935 soldaților evrei care au luptat în prima linie a frontului în Primul Război Mondial), să profeseze în domeniul juridic.

## Statele Unite ale Americii

### Privire de ansamblu
În general, excluderea din barou este impusă ca sancțiune pentru o conduită care arată că un avocat nu este apt să practice dreptul, ignoră voit interesele unui client sau săvârșește o fraudă care împiedică înfăptuirea justiției. Mai mult, orice avocat care este condamnat pentru o infracțiune este automat exclus din barou în majoritatea jurisdicțiilor. Chiar dacă această măsură este combătută de Asociația Baroului American, unii consideră că infractorii condamnați o merită.
În sistemul juridic din Statele Unite, excluderea din barou este specifică fiecărei regiuni; un avocat poate să fie exclus din unele instanțe și să fie in același timp membru al unui barou dintr-o altă jurisdicție. Totuși, conform Codului Deontologic al Asociației Baroului American, care a fost adoptat de majoritatea statelor, excluderea din barou dintr-un stat sau instanță poate fi considerată un motiv pentru excluderea din barou într-o jurisdicție care a adoptat Codul Deontologic. 
Excluderea din barou este destul de rară (în 2011, doar 1,046 de avocați au fost excluși din barou). În schimb, avocații sunt, de obicei, sancționați de către propriii clienți prin intermediul cazurilor de malpraxis sau prin amenzi, cenzură, suspendare, sau alte pedepse ale comisiilor disciplinare. Excluderea din barou este considerată o mare rușine, chiar dacă persoana în cauză nu mai dorește o carieră în domeniul juridic. 
Întrucât criteriile privind excluderea din barou variază de la o regiune la alta, se pot aplica diferite reguli în funcție de locul în care un avocat a fost exclus. Un aspect demn de menționat este acela că majoritatea statelor din SUA nu au o procedură pentru excluderea permanentă a unui avocat din barou. În funcție de jurisdicție, un avocat poate ori să aplice din nou la barou imediat, ori după 5-7 ani, ori poate avea interdicție pe viață.

### Excluderi din barou notabile în SUA
În secolele XX și al XX-lea au fost excluși din barou un fost președinte și un fost vicepreședinte ai SUA, iar un alt președinte a fost suspendat, lucru care l-a determiant să-și dea demisia din alt barou, pentru a nu fi de asemenea exclus. 
Fostul vicepreședinte Spiro Agnew, care a pledat nolo contendere (o apărare care nu diferă de pledoaria de vinovăție decât prin faptul că nu reprezintă o recunoaștere a vinovăției într-un caz civil) în fața acuzațiilor de luare de mită și evaziune fiscală, a fost exclus din baroul din Maryland, statul în care fusese înainte guvernator. 
Fostul Președinte Richard Nixon a fost exclus din baroul din New York în 1976. pentru obstrucționarea justiției cu privire la Afacerea Watergate. Acesta a încercat să demisioneze din baroul din New York, așa cum a demisionat din Baroul Curții Supreme din California, dar demisia lui nu a fost acceptată, întrucât nu a vrut să recunoască că nu se poate apăra în fața acuzațiilor ce i-au fost aduse.
În 2001, după 5 ani de suspendare din baroul din Arkansas, Curtea Supremă a Statelor Unite l-a exclus din barou pe Bill Clinton, oferindu-i 40 de zile pentru a contesta acțiunea. Acesta a demisionat înainte de sfârșitul celor 40 de zile, evitând audierile pentru excluderea permanentă
Alger Hiss a fost exclus din barou pentru o condamnare, devenind însă mai apoi prima persoană repusă în funcție după excludere în baroul din Massachusetts.
În 2007, Mike Nifong, Procurorul Districtual din Comitatul Durham, Carolina de Nord, care a prezidat procesul membrilor echipei de lacrosse de la Universitatea Duke, din 2006, a fost exclus din barou pentru comportament inadecvat pentru un procuror, cu privire la modul în care a gestionat cazul .
În aprilie 2012, un consiliu de trei membri numitți de Curtea Supremă din Arizona a votat unanim pentru excluderea din barou a lui Andrew Thomas, fost prim-procuror al Comitatului Maricopa din Arizona, și un fost aliat important al șerifului Comitatului Maricopa, Joe Arpaio. Conform consiliului, Thomas a „exploatat puterea în mod abuziv, a creat teamă și a folosit legea in moduri disgrațioase" în timp ce era prim-procuror în Comitatul Maricopa. Consiliul a găsit „dovezi clare și convingătoare" că Thomas a adus acuzații civile și penale nefondate și cu intenție malițioasă adversarilor săi politici, printre care s-au numărat patru judecători de stat și un procuror general de stat. „Dacă ar fi fost un caz penal", a concluzionat consiliul,  „suntem de părere că în urma dovezilor pentru această consipirație nu ar rămâne nicio urmă de îndoială".
Jack Thompson, avocatul din Florida cunoscut pentru activismul său împotriva jocurilor video și a muzicii rap, a fost permanent exclus din barou, pentru mai multe acuzații de comportament inadecvat. Acțiunea a venit ca rezultat al mai multor plângeri conform cărora Thompson a făcut declarații calomnioase false și a încercat să își umiliească, hărțuiască și intimideze adeversarii. Verdictul a fost dat la 25 septembrie 2008, intrând în vigoare la 25 octombrie. Cu toate acestea, Thompson a încercat să facă apel la curțile mai înalte, pentru ca sentința să nu intre în vigoare.  Nici Curtea Districtuală a SUA și nici Curtea Supremă a SUA nu i-au acceptat apelul, astfel rămânând valabilă sentința Curții Supreme din Florida. 
Ed Fagan, avocatul din New York care a reprezentat mai multe victime ale Holocaustului în procese împotriva băncilor elvețiene, a fost exclus din baroul din New York (în 2008) și din New Jersey (în 2009) pentru că nu a plătit taxe și amenzi judiciare și pentru că a deturnat fonduri fiduciare și de garanție ale clienților.
F. Lee Bailey, renumitul avocat al apărării în cazuri penale, a fost exclus din baroul din Florida în anul 2001, fiind exclus astfel și din baroul din Massachusetts în 2002. Excluderea din Florida a fost rezultatul modului în care a gestionat acțiunile în cazul DuBoc legat de marijuana. La Curtea Supremă din Florida, Bailey a fost găsit vinovat de 7 capete de acuzare ce vizau comportamentul inadecvat pentru un avocat. Bailey a transferat o mare parte din fondurile lui DuBoc în propriile conturi, folosind dobânda astfel câștigată pentru cheltuieli personale. În martie 2005, Bailey nu a reușit să își recapete licența de avocat în Massachusetts. Cartea Florida Pulp Nonfiction detaliază circumstanțele ciudate ale cazului DuBoc și oferă interviuri cu Bailey, inclusiv propria pledoarie de apărare. Bailey este de asemenea cunoscut pentru reprezentarea lui O. J. Simpson, suspectat de crimă, în 1994.